# Bag (Hongarije)
Bag is een plaats (nagyközség) en gemeente in het Hongaarse comitaat Pest. Bag telt 3940 inwoners (2007).